# Nuestra Belleza Latina 2012
Nuestra Belleza Latina 2012 es la sexta temporada del canal Univision. Es un concurso de mujeres de la comunidad latina en Estados Unidos. La ganadora del concurso fue Vanessa De Roide de Puerto Rico y fue premiada con un contrato en el canal de Univision y entregas de premios, con la oportunidad de ganar más de 250 000 USD en efectivo y premios, un corresponsal de El Gordo y la Flaca, salió en la portada de la revista Cosmopolitan y reino como Nuestra Belleza Latina durante un año.

## Jueces
| Nombre       | País                                           | Descripción                                               | Años de Juez    |
| ------------ | ---------------------------------------------- | --------------------------------------------------------- | --------------- |
| Osmel Sousa  | Bandera de Cuba · Bandera de Venezuela         | Presidente de la organización Miss Venezuela              | 2007-Actualidad |
| Lupita Jones | Bandera de México · Bandera de Baja California | Miss Universo 1991 y Presidenta de Nuestra Belleza México | 2008-2014       |
| Julián Gil   | Bandera de Argentina · Bandera de Puerto Rico  | Actor y Modelo                                            | 2008, 2010-2013 |

## Concursantes
| Posiciones                  | Delegada |
| --------------------------- | --- |
| Nuestra Belleza Latina 2012 | - Puerto Rico - Vanessa De Roide |
| 2.º Lugar                   | - México - Setareh Khatibi |
| 3.º Lugar                   | - Venezuela - Karol Scott |
| 4.º Lugar                   | - República Dominicana - Nataliz Jiménez |
| 5.º Lugar                   | - México - Fanny Vargas |
| 6.º Lugar                   | - Puerto Rico - Shalimar Rivera |
| 7.º Lugar                   | - México - Ivanna Rodríguez |
| 8.º Lugar                   | - Puerto Rico - Chanty Vargas |
| 9.º Lugar                   | - Guatemala - Naomi Marroquín |
| 10.º Lugar                  | - Cuba - Elizabeth Robaina |
| 11.º Lugar                  | - Puerto Rico - Tatiana Ares |
| 12.º Lugar                  | - México - Ligia De Uriarte |
| Top 24                      | - Colombia - Patricia Cardona - Cuba - Lidislay González - República Dominicana - Stephanie Castellanos - El Salvador - Cindy Arévalo - México - Flerida Besso - México - Karla Márquez - Perú - Ximena Castro - Puerto Rico - Essined Aponte - Puerto Rico - Angelika Rodríguez - Puerto Rico - Yesenia Beltran - Venezuela - Adriana Bermúdez - Venezuela - Gretchen Serrao |

## Audiciones
Las audiciones de Nuestra Belleza Latina 2012 se hicieron en Puerto Rico y en varias ciudades principales de Estados Unidos. Fue el primer episodio. Además que se hizo un casting virtual donde una Venezolana y una Paraguaya ganaron.
Audiciones 2012
| Lugar                 | Fecha                                         |
| --------------------- | --------------------------------------------- |
| Miami, Florida        | 1 de diciembre de 2011                        |
| San Juan, Puerto Rico | 7 de diciembre de 2011                        |
| Chicago, Illinois     | 11 de enero de 2012                           |
| Nueva York            | 18 de enero de 2012                           |
| Fort Worth, Texas     | 22 de enero de 2012                           |
| Houston, Texas        | 25 de enero de 2012                           |
| Phoenix, Arizona      | 28 de enero de 2012                           |
| Los Ángeles           | 31 de enero de 2012                           |
| Cabazon, California   | 1 de febrero de 2012                          |
| Audición OnLine       | 1 de diciembre de 2011 a 3 de febrero de 2012 |

## Casting Virtual
Fue un casting que se hizo en la página oficial de Nuestra Belleza Latina con el fin de seleccionar varias chicas que no tuvieron la oportunidad de ingresar al concurso.
Seleccionadas Preliminar
| Posición | Participante     | Edad | País        |
| -------- | ---------------- | ---- | ----------- |
| 1        | Anaís Ríos       | 24   | México      |
| 2        | Angélica Cruz    | 23   | Colombia    |
| 3        | Angie Morales    | 23   | Puerto Rico |
| 4        | Blanca Contreras | 25   | México      |
| 5        | Carolina Salazar | 27   | México      |
| 6        | Lucía Galeano    | 26   | Paraguay    |
| 7        | Ruth Feliciano   | 25   | Puerto Rico |
| 8        | Olivia Mendoza   | 22   | México      |
| 9        | Tatiana Romo     | 25   | México      |
| 10       | Vanessa Álvarez  | 20   | Venezuela   |

Seleccionadas
| Posición | Participante    | Edad | País      |
| -------- | --------------- | ---- | --------- |
| 1        | Vanessa Álvarez | 20   | Venezuela |
| 2        | Lucia Galeano   | 26   | Paraguay  |

## Episodios

### Episodio 1: Casting
Las 55 Participantes fueron seleccionadas y enviadas a Miami:
| Posición | Participante          | Edad  | País                    | Lugar de Audición |
| -------- | --------------------- | ----- | ----------------------- | ----------------- |
| 1        | Ixchel Cárdenas       |       | México                  | California        |
| 2        | Gretchen Serrao       | 20    | Venezuela               | California        |
| \| 3     | \| Flérida Besso      | \| 22 | \| México               | \| California     |
| 4        | Geisy Hernández       |       | Cuba                    | California        |
| \| 5     | \| Karen Garrido      | \| 22 | \| México               | \| California     |
| 6        | Viviana Granillo      |       | México                  | California        |
| \| 7     | \| Setareh Khatibi    | \| 25 | \| México               | \| California     |
| \| 8     | \| Naomi Marroquín    | \| 21 | \| Guatemala            | \| California     |
| 9        | Cindy Arévalo         | 23    | El Salvador             | California        |
| 10       | Thalía Lara           |       | México                  | California        |
| \| 11    | \| Chanty Vargas      | \| 24 | \| Puerto Rico          | \| Puerto Rico    |
| \| 12    | \| Vanessa de Roide   | \| 24 | \| Puerto Rico          | \| Puerto Rico    |
| \| 13    | \| Ashley Ruiz        | \| 23 | \| Puerto Rico          | \| Puerto Rico    |
| \| 14    | \| Dimmary Castro     | \| 26 | \| Puerto Rico          | \| Puerto Rico    |
| \| 15    | \| Ester Rivera       | \| 21 | \| Puerto Rico          | \| Puerto Rico    |
| \| 16    | \| Luz Díaz           | \| 23 | \| Puerto Rico          | \| Puerto Rico    |
| \| 17    | \| Juliana Rodríguez  | \| 25 | \| Puerto Rico          | \| Puerto Rico    |
| 18       | Nicole Márquez        |       | Puerto Rico             | Puerto Rico       |
| 19       | Shalimar Rivera       | 26    | Puerto Rico             | Puerto Rico       |
| 20       | Tatiana Ares          | 22    | Puerto Rico             | Puerto Rico       |
| \| 21    | \| Yara Rivera        | \| 20 | \| Puerto Rico          | \| Puerto Rico    |
| 22       | Nayeli Valles         | 22    | México                  | Phoenix           |
| \| 23    | \| Karla Márquez      | \| 26 | \| México               | \| Phoenix        |
| \| 24    | \| Ashley Garner      | \| 18 | \| México               | \| Phoenix        |
| 25       | Raquel Huerta         | 18    | México                  | Phoenix           |
| \| 26    | \| Priscila González  | \| 23 | \| Colombia             | \| New York       |
| \| 27    | \| Rosalinda Silver   | \| 27 | \| República Dominicana | \| New York       |
| 28       | Stephanie Castellanos | 21    | República Dominicana    | New York          |
| \| 29    | \| Nataliz Jiménez    | \| 26 | \| República Dominicana | \| New York       |
| \| 30    | \| Karol Scott        | \| 24 | \| Venezuela            | \| New York       |
| 31       | Laurem Payano         |       | República Dominicana    | New York          |
| \| 32    | \| Patricia Cardona   | \| 27 | \| Colombia             | \| Miami          |
| \| 33    | \| Mayela Caldera     | \| 26 | \| Venezuela            | \| Miami          |
| \| 34    | \| Lisbeth Cañizales  | \| 22 | \| Cuba                 | \| Miami          |
| \| 35    | \| Karina Encarnación | \| 23 | \| República Dominicana | \| Miami          |
| \| 36    | \| Yaritza Medina     | \| 26 | \| Puerto Rico          | \| Miami          |
| \| 37    | \| Ivanna Rodríguez   | \| 20 | \| México               | \| Miami          |
| 38       | Ximena Castro         | 23    | Perú/ Chile             | Miami             |
| 39       | Saidee Collado        | 22    | Cuba                    | Miami             |
| 40       | Lidislay González     | 19    | Cuba                    | Miami             |
| \| 41    | \| Elizabeth Robaina  | \| 23 | \| Cuba                 | \| Miami          |
| 42       | Mireilys Alfaro       | 19    | Cuba                    | Miami             |
| 43       | Adriana Bermúdez      | 26    | Venezuela               | Texas             |
| 44       | Angélika Rodríguez    |       | Puerto Rico             | Texas             |
| 45       | Fanny Vargas          | 24    | México                  | Texas             |
| 46       | Ligia de Uriarte      | 20    | México                  | Texas             |
| \| 47    | \| Cynthia Guerrero   | \| 19 | \| México               | \| Texas          |
| \| 48    | \| Sarahí Pineda      | \| 20 | \| México               | \| Texas          |
| 49       | Andrea Castañeda      | 20    | México                  | Texas             |
| 50       | Ámbar García          | 19    | República Dominicana    | Texas             |
| 51       | Diana Rojas           |       | Colombia                | Texas             |
| 52       | Alma López            |       | México                  | Chicago           |
| 53       | Yesenia Beltrán       | 24    | Puerto Rico             | Chicago           |
| \| 54    | \| Paola Rodríguez    | \| 21 | \| Puerto Rico          | \| Chicago        |
| 55       | Ciara Jiménez         |       | Venezuela               | Chicago           |
| 56       | Vanessa Álvarez       | 20    | Venezuela               | Casting Virtual   |
| 57       | Lucía Galeano         | 26    | Paraguay                | Casting Virtual   |

| Color | Grupo   |
| ----- | ------- |
|       | Grupo 1 |
|       | Grupo 2 |

### Episodio 2: Selección del Grupo 1
Group 1:
| Posición | Participante       | Edad | País                 | Audición    |
| -------- | ------------------ | ---- | -------------------- | ----------- |
| 1        | Flerida Besso      | 22   | México               | California  |
| 2        | Karen Garrido      | 22   | México               | California  |
| 3        | Setareh Khatibi    | 25   | México/ Irán         | California  |
| 4        | Naomi Marroquín    | 21   | Guatemala            | California  |
| 5        | Chanty Vargas      | 24   | Puerto Rico          | Puerto Rico |
| 6        | Vanessa de Roide   | 24   | Puerto Rico          | Puerto Rico |
| 7        | Ashley Ruíz        | 23   | Puerto Rico          | Puerto Rico |
| 8        | Dimmary Castro     | 26   | Puerto Rico          | Puerto Rico |
| 9        | Ester Rivera       | 21   | Puerto Rico          | Puerto Rico |
| 10       | Luz Díaz           | 23   | Puerto Rico          | Puerto Rico |
| 11       | Juliana Rodríguez  | 25   | Puerto Rico          | Puerto Rico |
| 12       | Yara Rivera        | 20   | Puerto Rico          | Puerto Rico |
| 13       | Karla Márquez      | 26   | México               | Phoenix     |
| 14       | Ashley Garner      | 18   | México               | Phoenix     |
| 15       | Priscilla González | 23   | Colombia             | New York    |
| 16       | Rosalinda Silver   | 27   | República Dominicana | New York    |
| 17       | Nataliz Jiménez    | 26   | República Dominicana | New York    |
| 18       | Karol Scott        | 24   | Venezuela            | New York    |
| 19       | Patricia Cardona   | 27   | Colombia             | Miami       |
| 20       | Mayela Caldera     | 26   | Venezuela            | Miami       |
| 21       | Lisbeth Cañizales  | 22   | Cuba                 | Miami       |
| 22       | Karina Encarnación | 23   | República Dominicana | Miami       |
| 23       | Yaritza Medina     | 26   | Puerto Rico          | Miami       |
| 24       | Ivanna Rodríguez   | 20   | México               | Miami       |
| 25       | Elizabeth Robaina  | 23   | Cuba                 | Miami       |
| 26       | Cynthia Guerrero   | 19   | México               | Texas       |
| 27       | Sarahí Pineda      | 20   | México               | Texas       |
| 28       | Paola Rodríguez    | 21   | Puerto Rico          | Chicago     |

Las 12 elegidas:
| #  | Participante      | Edad | País                 | Audición    |
| -- | ----------------- | ---- | -------------------- | ----------- |
| 1  | Vanessa de Roide  | 24   | Puerto Rico          | Puerto Rico |
| 2  | Nataliz Jiménez   | 26   | República Dominicana | New York    |
| 3  | Karol Scott       | 24   | Venezuela            | New York-   |
| 4  | Flerida Besso     | 22   | México               | California  |
| 5  | Chanty Vargas     | 24   | Puerto Rico          | Puerto Rico |
| 6  | Essined Aponte    | 20   | Puerto Rico          | Puerto Rico |
| 7  | Patricia Cardona  | 27   | Colombia             | Miami       |
| 8  | Elizabeth Robaina | 23   | Cuba                 | Miami       |
| 9  | Ivanna Rodríguez  | 20   | México               | Miami       |
| 10 | Karla Márquez     | 26   | México               | Phoenix     |
| 11 | Setareh Khatibi   | 25   | México/ Irán         | California  |
| 12 | Naomi Marroquín   | 21   | Guatemala            | California  |

- Artista Invitado: Chino y Nacho
- Desafíos: Equipo Osmel: Desfilar en ropa echa de Papel
Equipo Lupita: Actuar
Equipo Julian: Bailar Sensualmente
- Eliminadas: Karen Garrido, Ashley Garner, Priscilla González, Mayela Caldera, Lisbeth Cañizales, Karina Encarnación, Yaritza Medina, Cynthia Guerrero, Sarani Pineda, Paola Rodríguez, Dimmary Castro, Ester Rivera, Luz Díaz, Juliana Rodríguez, Yara Rivera Y Rosalinda Silver.

### Episodio 3: Selección del grupo 2
- Artista Invitado:Pepe Aguilar

Grupo 2:
| #  | Concursante           | País                 | Audición        |
| -- | --------------------- | -------------------- | --------------- |
| 1  | Ixchel Cárdenas       | México               | California      |
| 2  | Gretchen Serrao       | Venezuela            | California      |
| 3  | Geisy Hernadez        | Cuba                 | California      |
| 4  | Viviana Granillo      | México               | California      |
| 5  | Cindy Arevalo         | El Salvador          | California      |
| 6  | Thalía Lara           | México               | California      |
| 7  | Nicole Márquez        | Puerto Rico          | Puerto Rico     |
| 8  | Shalimar Rivera       | Puerto Rico          | Puerto Rico     |
| 9  | Tatiana Ares          | Puerto Rico          | Puerto Rico     |
| 10 | Nayeli Valles         | México               | Phoenix         |
| 11 | Raquel Huerta         | México               | Phoenix         |
| 12 | Stephanie Castellanos | República Dominicana | New York        |
| 13 | Laurem Payano         | República Dominicana | New York        |
| 14 | Ximena Castro         | Perú                 | Miami           |
| 15 | Saidee Collado        | Cuba                 | Miami           |
| 16 | Lidslay González      | Cuba                 | Miami           |
| 17 | Adrializ Gutiérrez    | Cuba                 | Miami           |
| 18 | Adriana Bermúdez      | Venezuela            | Texas           |
| 19 | Angelika Rodríguez    | Puerto Rico          | Texas           |
| 20 | Fanny Vargas          | México               | Texas           |
| 21 | Ligia de Uriarte      | México               | Texas           |
| 22 | Andrea Castañeda      | México               | Texas           |
| 23 | Ámbar García          | República Dominicana | Texas           |
| 24 | Diana Rojas           | Colombia             | Texas           |
| 25 | Alma López            | México               | Chicago         |
| 26 | Yesenia Beltran       | Puerto Rico          | Chicago         |
| 27 | Ciara Jiménez         | Venezuela            | Chicago         |
| 28 | Vanessa Álvarez       | Venezuela            | Casting Virtual |
| 29 | Lucía Galeano         | Paraguay             | Casting Virtual |

Las 12 escogidas:
| #  | Concursante           | País                 | Audición    |
| -- | --------------------- | -------------------- | ----------- |
| 1  | Gretchen Serrao       | Venezuela            | California  |
| 2  | Cindy Arévalo         | El Salvador          | California  |
| 3  | Shalimar Rivera       | Puerto Rico          | Puerto Rico |
| 4  | Tatiana Ares          | Puerto Rico          | Puerto Rico |
| 5  | Stephanie Castellanos | República Dominicana | New York    |
| 6  | Ximena Castro         | Perú/ Chile          | Miami       |
| 7  | Lidslay González      | Cuba                 | Miami       |
| 8  | Adriana Bermúdez      | Venezuela            | Texas       |
| 9  | Angélika Rodríguez    | Puerto Rico          | Texas       |
| 10 | Fanny Vargas          | México               | Texas       |
| 11 | Ligia Uriarte         | México               | Texas       |
| 12 | Yesenia Beltran       | Puerto Rico          | Chicago     |

### Episodio 4: Selección de las doce
| #  | Participante          | Edad | País                 | Audición    |
| -- | --------------------- | ---- | -------------------- | ----------- |
| 1  | Vanessa de Roide      | 24   | Puerto Rico          | Puerto Rico |
| 2  | Nataliz Jiménez       | 26   | República Dominicana | New York    |
| 3  | Karol Scott           | 24   | Venezuela            | New York-   |
| 4  | Flerida Besso         | 22   | México               | California  |
| 5  | Chanty Vargas         | 24   | Puerto Rico          | Puerto Rico |
| 6  | Essined Aponte        | 20   | Puerto Rico          | Puerto Rico |
| 7  | Patricia Cardona      | 27   | Colombia             | Miami       |
| 8  | Elizabeth Robaina     | 23   | Cuba                 | Miami       |
| 9  | Ivanna Rodríguez      | 20   | México               | Miami       |
| 10 | Karla Márquez         | 26   | México               | Phoenix     |
| 11 | Setareh Khatibi       | 25   | México               | California  |
| 12 | Naomi Marroquin       | 21   | Guatemala            | California  |
| 13 | Gretchen Serrao       | 20   | Venezuela            | California  |
| 14 | Cindy Arévalo         | 23   | El Salvador          | California  |
| 15 | Shalimar Rivera       | 26   | Puerto Rico          | Puerto Rico |
| 16 | Tatiana Ares          | 22   | Puerto Rico          | Puerto Rico |
| 17 | Stephanie Castellanos | 21   | República Dominicana | New York    |
| 18 | Ximena Castro         | 23   | Perú/ Chile          | Miami       |
| 19 | Lidslay González      | 19   | Cuba                 | Miami       |
| 20 | Adriana Bermúdez      | 26   | Venezuela            | Texas       |
| 21 | Angélika Rodríguez    |      | Puerto Rico          | Texas       |
| 22 | Fanny Vargas          | 24   | México               | Texas       |
| 23 | Ligia de Uriarte      | 20   | México               | Texas       |
| 24 | Yesenia Beltran       | 24   | Puerto Rico          | Chicago     |

Las doce escogidas fueron:
| #  | Concursante       | País                 | Audición    |
| -- | ----------------- | -------------------- | ----------- |
| 1  | Nataliz Jiménez   | República Dominicana | New York    |
| 2  | Elizabeth Robaina | Cuba                 | Miami       |
| 3  | Naomi Marroquín   | Guatemala            | California  |
| 4  | Shalimar Rivera   | Puerto Rico          | Puerto Rico |
| 5  | Fanny Vargas      | México               | Texas       |
| 6  | Ivanna Rodríguez  | México               | Miami       |
| 7  | Chanty Vargas     | Puerto Rico          | Puerto Rico |
| 8  | Ligia de Uriarte  | México               | Texas       |
| 9  | Vanessa de Roide  | Puerto Rico          | Puerto Rico |
| 10 | Tatiana Ares      | Puerto Rico          | Puerto Rico |
| 11 | Karol Scott       | Venezuela            | New York    |
| 12 | Setareh Khatibi   | México               | California  |

- Eliminadas: Patricia Cardona, Lidslay González, Stephanie Castellanos, Cindy Arévalo, Flerida Besso, Karla Márquez, Essined Aponte, Ximena Castro, Angélika Rodríguez, Yesenia Beltran, Adriana Bermúdez, y Gretchen Serrao.
- Desafío de la semana: Vestirse como quinceañeras. Las tres ganadoras que saldrán en la revista Seventeen fueron...

| Award                              | Contestant                                                                                            |
| ---------------------------------- | --- |
| Ganadoras del desafío de la semana | - Puerto Rico - Vanessa de Roide - República Dominicana - Nataliz Jiménez - México - Ligia de Uriarte |

## Progreso de la competencia
| Top 24 | Top 12 | Ganadora | Primera Finalista |

| A Salvo | Ganó el reto semanal | Bottom 4 | Bottom 3 | Bottom 2 | Eliminada | Ganó el reto semanal / Eliminada |

| Etapa:  | Etapa:                | Semi-Final | Finalistas | Finalistas | Finalistas | Finalistas | Finalistas | Finalistas | Finalistas | Finalistas | Gala Final    |  |  |  |  |  |
| Semana: | Semana:               | 3/25       | 4/01       | 4/08       | 4/15       | 4/22       | 4/29       | 5/06       | 5/13       | 5/13       | 5/20          |  |  |  |  |  |
| Lugar   | Concursante           | Resultado  | Resultado  | Resultado  | Resultado  | Resultado  | Resultado  | Resultado  | Resultado  | Resultado  | Resultado     |  |  |  |  |  |
| 1       | Vanessa de Roide      | Ganó       | Bottom 3   | Salvo      | Ganó       | Salvo      | Salvo      | Salvo      | Salvo      | Salvo      | Ganadora      |  |  |  |  |  |
| 2       | Setareh Khatibi       | Salvo      | Salvo      | Salvo      | Bottom 4   | Bottom 3   | Bottom 3   | Bottom 3   | Salvo      | Bottom 2   | 1.ª Finalista |  |  |  |  |  |
| 3       | Karol Scott           | Salvo      | Bottom 2   | Ganó       | Salvo      | Bottom 2   | Salvo      | Ganó       | Bottom 2   | Salvo      | 2.ª Finalista |  |  |  |  |  |
| 4       | Nataliz Jiménez       | Ganó       | Salvo      | Salvo      | Bottom 3   | Ganó       | Salvo      | Salvo      | Salvo      | Salvo      | 3.ª Finalista |  |  |  |  |  |
| 5       | Fanny Vargas          | Salvo      | Salvo      | Salvo      | Salvo      | Bottom 4   | Bottom 4   | Bottom 2   | Salvo      | Eliminada  |               |  |  |  |  |  |
| 6       | Shalimar Rivera       | Salvo      | Salvo      | Bottom 2   | Salvo      | Salvo      | Bottom 2   | Salvo      | Eliminada  |            |               |  |  |  |  |  |
| 7       | Ivanna Rodríguez      | Salvo      | Salvo      | Salvo      | Bottom 2   | Salvo      | Salvo      | Eliminada  |            |            |               |  |  |  |  |  |
| 8       | Chanty Vargas         | Salvo      | Salvo      | Bottom 4   | Salvo      | Bottom 4   | Eliminada  |            |            |            |               |  |  |  |  |  |
| 9       | Naomi Marroquin       | Salvo      | Salvo      | Salvo      | Salvo      | Eliminada  |            |            |            |            |               |  |  |  |  |  |
| 10      | Elizabeth Robaina     | Salvo      | Ganó       | Bottom 3   | Eliminada  |            |            |            |            |            |               |  |  |  |  |  |
| 12      | Tatiana Ares          | Salvo      | Salvo      | Eliminada  |            |            |            |            |            |            |               |  |  |  |  |  |
| 12      | Ligia De Uriarte      | Ganó       | Eliminada  |            |            |            |            |            |            |            |               |  |  |  |  |  |
| 13 - 24 | Gretchen Serrao       | Eliminada  |            |            |            |            |            |            |            |            |               |  |  |  |  |  |
| 13 - 24 | Adriana Bermúdez      | Eliminada  |            |            |            |            |            |            |            |            |               |  |  |  |  |  |
| 13 - 24 | Yesenia Beltran       | Eliminada  |            |            |            |            |            |            |            |            |               |  |  |  |  |  |
| 13 - 24 | Angelika Rodríguez    | Eliminada  |            |            |            |            |            |            |            |            |               |  |  |  |  |  |
| 13 - 24 | Ximena Castro         | Eliminada  |            |            |            |            |            |            |            |            |               |  |  |  |  |  |
| 13 - 24 | Essined Aponte        | Eliminada  |            |            |            |            |            |            |            |            |               |  |  |  |  |  |
| 13 - 24 | Karla Marquez         | Eliminada  |            |            |            |            |            |            |            |            |               |  |  |  |  |  |
| 13 - 24 | Flerida Besso         | Eliminada  |            |            |            |            |            |            |            |            |               |  |  |  |  |  |
| 13 - 24 | Cindy Arevalo         | Eliminada  |            |            |            |            |            |            |            |            |               |  |  |  |  |  |
| 13 - 24 | Stephanie Castellanos | Eliminada  |            |            |            |            |            |            |            |            |               |  |  |  |  |  |
| 13 - 24 | Lidislay González     | Eliminada  |            |            |            |            |            |            |            |            |               |  |  |  |  |  |
| 13 - 24 | Patricia Cardona      | Eliminada  |            |            |            |            |            |            |            |            |               |  |  |  |  |  |

## Orden de pasarela final
| 1  | Vanessa     | Nataliz     | Tatiana     | Karol Scott | Shalimar    | Shalimar    | Vanessa     | Setareh     | Nataliz     | Nataliz     | Vanessa     |           |           |           |           |
| 2  | Nataliz     | Elizabeth   | Setareh     | Ivanna      | Fanny       | Fanny       | Fanny       | Nataliz     | Fanny       | Vanessa     | Setareh     |           |           |           |           |
| 3  | Karol Scott | Naomi       | Nataliz     | Chanty      | Vanessa     | Nataliz     | Karol Scott | Shalimar    | Setareh     | Karol Scott | Karol Scott |           |           |           |           |
| 4  | Flerida     | Shalimar    | Fanny       | Setareh     | Naomi       | Setareh     | Ivanna      | Fanny       | Vanessa     | Setareh     | Nataliz     |           |           |           |           |
| 5  | Chanty      | Fanny       | Chanty      | Vanessa     | Karol Scott | Chanty      | Nataliz     | Vanessa     | Karol Scott | Fanny       | Eliminada   | Eliminada | Eliminada | Eliminada | Eliminada |
| 6  | Patricia    | Ivanna      | Naomi       | Fanny       | Chanty      | Ivanna      | Setareh     | Karol Scott | Shalimar    | Eliminada   | Eliminada   | Eliminada | Eliminada | Eliminada | Eliminada |
| 7  | Essined     | Chanty      | Elizabeth   | Nataliz     | Setareh     | Vanessa     | Shalimar    | Ivanna      | Eliminada   | Eliminada   | Eliminada   | Eliminada | Eliminada |           |           |
| 8  | Elizabeth   | Ligia       | Vanessa     | Naomi       | Nataliz     | Karol Scott | Chanty      | Eliminada   | Eliminada   | Eliminada   | Eliminada   | Eliminada | Eliminada |           |           |
| 9  | Naomi       | Vanessa     | Ivanna      | Elizabeth   | Ivanna      | Naomi       | Eliminada   | Eliminada   | Eliminada   | Eliminada   | Eliminada   | Eliminada | Eliminada |           |           |
| 10 | Ivanna      | Tatiana     | Shalimar    | Shalimar    | Elizabeth   | Eliminada   | Eliminada   | Eliminada   | Eliminada   | Eliminada   | Eliminada   | Eliminada | Eliminada |           |           |
| 11 | Karla       | Karol Scott | Karol Scott | Tatiana     | Eliminada   | Eliminada   | Eliminada   | Eliminada   | Eliminada   | Eliminada   | Eliminada   | Eliminada | Eliminada |           |           |
| 12 | Setareh     | Setareh     | Ligia       | Eliminada   | Eliminada   | Eliminada   | Eliminada   | Eliminada   | Eliminada   | Eliminada   | Eliminada   | Eliminada | Eliminada |           |           |
| 13 | Tatiana     | Yesenia     | Eliminada   | Eliminada   | Eliminada   | Eliminada   | Eliminada   | Eliminada   | Eliminada   | Eliminada   | Eliminada   | Eliminada | Eliminada |           |           |
| 14 | Lidislay    | Lidislay    | Eliminada   | Eliminada   | Eliminada   | Eliminada   | Eliminada   | Eliminada   | Eliminada   | Eliminada   | Eliminada   | Eliminada | Eliminada |           |           |
| 15 | Ligia       | Patricia    | Eliminada   | Eliminada   | Eliminada   | Eliminada   | Eliminada   | Eliminada   | Eliminada   | Eliminada   | Eliminada   | Eliminada | Eliminada |           |           |
| 16 | Adriana     | Cyndy       | Eliminada   | Eliminada   | Eliminada   | Eliminada   | Eliminada   | Eliminada   | Eliminada   | Eliminada   | Eliminada   | Eliminada | Eliminada |           |           |
| 17 | Shalimar    | Flerida     | Eliminada   | Eliminada   | Eliminada   | Eliminada   | Eliminada   | Eliminada   | Eliminada   | Eliminada   | Eliminada   | Eliminada | Eliminada |           |           |
| 18 | Ximena      | Stehpanie   | Eliminada   | Eliminada   | Eliminada   | Eliminada   | Eliminada   | Eliminada   | Eliminada   | Eliminada   | Eliminada   | Eliminada | Eliminada |           |           |
| 19 | Cyndy       | Essined     | Eliminada   | Eliminada   | Eliminada   | Eliminada   | Eliminada   | Eliminada   | Eliminada   | Eliminada   | Eliminada   | Eliminada | Eliminada |           |           |
| 20 | Yesenia     | Angelika    | Eliminada   | Eliminada   | Eliminada   | Eliminada   | Eliminada   | Eliminada   | Eliminada   | Eliminada   | Eliminada   | Eliminada | Eliminada |           |           |
| 21 | Gretchen    | Karla       | Eliminada   | Eliminada   | Eliminada   | Eliminada   | Eliminada   | Eliminada   | Eliminada   | Eliminada   | Eliminada   | Eliminada | Eliminada |           |           |
| 22 | Stephanie   | Ximena      | Eliminada   | Eliminada   | Eliminada   | Eliminada   | Eliminada   | Eliminada   | Eliminada   | Eliminada   | Eliminada   | Eliminada | Eliminada |           |           |
| 23 | Angelika    | Adriana     | Eliminada   | Eliminada   | Eliminada   | Eliminada   | Eliminada   | Eliminada   | Eliminada   | Eliminada   | Eliminada   | Eliminada | Eliminada |           |           |
| 24 | Fanny       | Gretchen    | Eliminada   | Eliminada   | Eliminada   | Eliminada   | Eliminada   | Eliminada   | Eliminada   | Eliminada   | Eliminada   | Eliminada | Eliminada |           |           |

| Color | Descripción                                                  | Usado               |
| ----- | ------------------------------------------------------------ | ------------------- |
|       | La concursante ganó la competencia                           | Final 2             |
|       | La concursante fue la primera finalista                      | Final 2             |
|       | La concursante fue salvada por la votación del público       | Semana 7            |
|       | La concursante fue salvada por los jueces                    | Semana 1 - Semana 7 |
|       | La concursante fue salvada por sus compañeras                | Semana 1 - Semana 6 |
|       | La concursante escapo la zona de peligro                     | Semana 2 - Semana 5 |
|       | The contestant fue eliminada                                 | Semana 1            |
|       | The contestant abandono la competición                       | Final 12            |
|       | La concursante fue elegida para el top 12 del grupo número 1 | Top 24              |
|       | La concursante fue elegida para el top 12 del grupo número 2 | Top 24              |

## Orden de eliminación
| 1  | Vanessa de Roide  | Puerto Rico          | 7 puntos  | 21 puntos  | 21 puntos  | 19 puntos  | 23 puntos  | 27 puntos | PASÓ      | 2.ª elegida | Ganadora      |           |           |           |           |           |           |           |
| 2  | Setareh Khatibi   | México / Irán        | 20 puntos | 25 puntos  | 23 puntos2 | 6 puntos3  | 12 puntos3 | 25 puntos | PASÓ      | 4.ª elegida | Segundo lugar |           |           |           |           |           |           |           |
| 3  | Karol Scott       | Venezuela            | 18 puntos | 27 puntos  | 28 puntos  | 12 puntos  | 9 puntos   | 27 puntos | Riesgo    | 3.ª elegida | Tercer lugar  |           |           |           |           |           |           |           |
| 4  | Nataliz Jiménez   | República Dominicana | 21 puntos | 21 puntos  | 8 puntos3  | 23 puntos  | 24 puntos  | 22 puntos | PASÓ      | 1.ª elegida | Cuarto lugar  |           |           |           |           |           |           |           |
| 5  | Fanny Vargas      | México               | 27 puntos | 24 puntos  | 20 puntos  | 16 puntos2 | 30 puntos2 | 19 puntos | PASÓ      | ELIM.       | Eliminada     | Eliminada | Eliminada | Eliminada | Eliminada | Eliminada | Eliminada | Eliminada |
| 6  | Shalimar Rivera   | Puerto Rico          | 20 puntos | 14 puntos3 | 19 puntos  | 16 puntos  | 16 puntos  | 24 puntos | ELIM.     | Eliminada   | Eliminada     | Eliminada | Eliminada | Eliminada | Eliminada | Eliminada | Eliminada |           |
| 7  | Ivanna Rodríguez  | México               | 22 puntos | 17 puntos  | 13 puntos  | 15 puntos  | 14 puntos  | 16 puntos | Eliminada | Eliminada   | Eliminada     | Eliminada | Eliminada | Eliminada | Eliminada | Eliminada |           |           |
| 8  | Chanty Vargas     | Puerto Rico          | 19 puntos | 20 puntos2 | 17 puntos  | 25 puntos2 | 19 puntos4 | Eliminada | Eliminada | Eliminada   | Eliminada     | Eliminada | Eliminada | Eliminada | Eliminada |           |           |           |
| 9  | Naomi Marroquín   | Guatemala            | 12 puntos | 17 puntos  | 11 puntos  | 4 puntos3  | Eliminada  | Eliminada | Eliminada | Eliminada   | Eliminada     | Eliminada | Eliminada | Eliminada |           |           |           |           |
| 10 | Elizabeth Robaina | Cuba                 | 17 puntos | 16 puntos  | 14 puntos  | Eliminada  | Eliminada  | Eliminada | Eliminada | Eliminada   | Eliminada     | Eliminada | Eliminada |           |           |           |           |           |
| 11 | Tatiana Ares      | Puerto Rico          | 23 puntos | 13 puntos  | Eliminada  | Eliminada  | Eliminada  | Eliminada | Eliminada | Eliminada   | Eliminada     | Eliminada |           |           |           |           |           |           |
| 12 | Ligia de Uriarte  | México               | 18 puntos | Eliminada  | Eliminada  | Eliminada  | Eliminada  | Eliminada | Eliminada | Eliminada   | Eliminada     |           |           |           |           |           |           |           |

### Grupos
Esta concursante pertenece al grupo de Julián.
     Esta concursante pertenece al grupo de Lupita.
     Esta concursante pertenece al grupo de Osmel.

### Resultados
Esta concursante ganó el desafío de la semana.
     Esta concursante ganó el reto de los jueces en vivo.
     Esta concursante ganó el desafío de la semana, y el reto de los jueces en vivo.
     Esta concursante estuvo en peligro de eliminación, no fue salvada por sus compañeras, pero fue salvada por los jueces.
     Esta concursante estuvo en peligro de eliminación, pero fue salvada por sus compañeras.
     Esta concursante estuvo en peligro de eliminación y fue eliminada de la competencia, ya que no fue salvada ni por los jueces, ni por sus compañeras.
     Esta concursante no perdió el desafío, pero tampoco lo ganó.
     Esta concursante fue eliminada de la competencia por obtener la menor cantidad de votos del público.
     Esta concursante estuvo en peligro de eliminación, pero fue salvada for el voto del público.
     Esta concursante terminó como una de las finalistas.
     Esta concursante ganó la competencia.

## Otras Ediciones
- Nuestra Belleza Latina - Official Page
- Nuestra Belleza Latina at Univision.com
- Nuestra Belleza Latina: Mi Página
- Nuestra Belleza Latina en Internet Movie Database (en inglés).

## Tabla de Coronas
Este año las chicas ganadoras de retos se le dará una corona la que acumule más coronas recibirá un premio al final de la temporada
| Participantes    | Coronas Ganadas |
| ---------------- | --------------- |
| Karol Scott      | 3               |
| Nataliz Jiménez  | 2               |
| Setareh Khatibi  | 1               |
| Vanessa de Roide | 2               |

## Retos y Decisiones
Reto 1 Este Reto trataba de encontras a las capitanas en una casa embrujada tenían que buscar para encontras a sus respentivas capitanas.
| Equipo Azul   | Equipo Naranja   |
| ------------- | ---------------- |
| Cap. Shalimar | Cap. Karol Scott |
| Fanny         | Ivanna           |
| Tatiana       | Elizabeth        |
| Chanty        | Setareh          |
| Ligia         | Nataliz          |
| Vanessa       | Naomi            |

El equipo Ganador fue Naranja
El  'Reto de los Jueces' trataba de que las chicas tenían que pasar por una pasarela la tenía tablas sueltas y se movía.
| Países                             | Puesto | Participante      | Puntos |
| ---------------------------------- | ------ | ----------------- | ------ |
| Bandera de México                  | 1      | Fanny Vargas      | 27     |
| Bandera de Puerto Rico             | 2      | Tatiana Ares      | 23     |
| Bandera de México                  | 3      | Ivanna Rodríguez  | 22     |
| Bandera de la República Dominicana | 4      | Nataliz Jiménez   | 21     |
| Bandera de México                  | 5      | Setareh Khatibi   | 20     |
| Bandera de Puerto Rico             | 6      | Shalimar Rivera   | 20     |
| Bandera de Puerto Rico             | 7      | Chanty Vargas     | 19     |
| Bandera de Venezuela               | 8      | Karol Scott       | 18     |
| Bandera de México                  | 9      | Ligia de Uriarte  | 18     |
| Bandera de Cuba                    | 10     | Elizabeth Robaina | 17     |
| Bandera de Guatemala               | 11     | Naomi Marroquín   | 12     |
| Bandera de Puerto Rico             | 12     | Vanessa de Roide  | 7      |

Las 3 Amenazadas de la Primera Gala
| Amenazadas       | Menos apoyo                    |
| ---------------- | ------------------------------ |
| Karol Scott      |                                |
| Ligia de Uriarte | Va directamente con los Jueces |
| Vanessa de Roide |                                |

Votación de las compañeras
| Participantes | Votos encontras para eliminar a una                       | Votos               |
| ------------- | --------------------------------------------------------- | ------------------- |
| Karol Scott   | Nataliz - Fanny - Chany - Naomi - Shalimar - Elizabeth x2 | 7 va con los jueces |
| Vanessa       | Ivanna - Setareh - Tatiana                                | 3 Salvada           |

Rescate de los Jueces
| Participantes    | Votos       |
| ---------------- | ----------- |
| Karol Scott      | 2 Salvada   |
| Ligia de Uriarte | 1 Eliminada |

## GALA 2
Este reto trataba de Fútbol las chicas tenían que jugar futbol y la que hiciera más goles ganaba
| Reto 2               |
| -------------------- |
| Ganadora Karol Scott |

El  'Reto de los Jueces' trataba de hacer un desfile en el aire, haciendo acrobacias
| Países                             | Puesto | Participante      | Puntos |
| ---------------------------------- | ------ | ----------------- | ------ |
| Bandera de Venezuela               | 1      | Karol Scott       | 27     |
| Bandera de México                  | 2      | Setareh Khatibi   | 25     |
| Bandera de México                  | 3      | Fanny Vargas      | 24     |
| Bandera de la República Dominicana | 4      | Nataliz Jiménez   | 21     |
| Bandera de Puerto Rico             | 5      | Vanessa de Roide  | 21     |
| Bandera de Puerto Rico             | 7      | Chanty Vargas     | 20     |
| Bandera de Guatemala               | 7      | Naomi Marroquín   | 17     |
| Bandera de México                  | 8      | Ivanna Rodríguez  | 17     |
| Bandera de Cuba                    | 9      | Elizabeth Robaina | 16     |
| Bandera de Puerto Rico             | 10     | Shalimar Rivera   | 14     |
| Bandera de Puerto Rico             | 11     | Tatiana Ares      | 13     |

Las 3 Amenazadas de la Primera Gala
| Amenazadas        | Menos apoyo                    |
| ----------------- | ------------------------------ |
| Shalimar Rivera   |                                |
| Elizabeth Robaina |                                |
| Tatiana Ares      | Va directamente con los Jueces |

Votación de las compañeras
| Participantes | Votos encontras para eliminar a una                                           | Votos               |
| ------------- | ----------------------------------------------------------------------------- | ------------------- |
| Shalimar      | Ligia - Vanessa - Nataliz - Ivanna - Karol Scott x2 - Setareh - Fanny - Naomi | 9 va con los jueces |
| Elizabeth     | Chanty                                                                        | 1 Salvada           |

Rescate de los Jueces
| Participantes   | Votos       |
| --------------- | ----------- |
| Shalimar Rivera | 2 Salvada   |
| Tatiana Ares    | 1 Eliminada |

## GALA 3
Trataba de Una Sesión Fotográfica para People en Español, edición 50 más Bellos 2012
| Reto 3                              |
| ----------------------------------- |
| Ganadora Vanessa de Roide           |
| 2 y 3 Karol Scott y Nataliz Jiménez |

El  'Reto de los Jueces' trataba de hacer poses bajo el agua.
| Países                             | Puesto | Participante      | Puntos |
| ---------------------------------- | ------ | ----------------- | ------ |
| Bandera de Venezuela               | 1      | Karol Scott       | 28     |
| Bandera de México                  | 2      | Setareh Khatibi   | 23     |
| Bandera de Puerto Rico             | 3      | Vanessa de Roide  | 21     |
| Bandera de México                  | 4      | Fanny Vargas      | 20     |
| Bandera de Puerto Rico             | 5      | Shalimar Rivera   | 19     |
| Bandera de Puerto Rico             | 6      | Chanty Vargas     | 20     |
| Bandera de Cuba                    | 7      | Elizabeth Robaina | 14     |
| Bandera de México                  | 8      | Ivanna Rodríguez  | 13     |
| Bandera de Guatemala               | 9      | Naomi Marroquín   | 11     |
| Bandera de la República Dominicana | 10     | Nataliz Jiménez   | 8      |

Las 3 Amenazadas de la Primera Gala
| Amenazadas        | Menos apoyo                    |
| ----------------- | ------------------------------ |
| Nataliz Jimenez   |                                |
| Ivanna Rodríguez  |                                |
| Elizabeth Robaina | Va directamente con los Jueces |

Votación de las compañeras
| Participantes | Votos encontras para eliminar a una                                            | Votos               |
| ------------- | ------------------------------------------------------------------------------ | ------------------- |
| Nataliz       | Setareh                                                                        | 1 Salvada           |
| Ivanna        | Ligia - Tatiana - Shalimar - Vanessa x1 - Karol Scott - Fanny - Naomi - Chanty | 9 va con los jueces |

Rescate de los Jueces
| Participantes     | Votos       |
| ----------------- | ----------- |
| Ivanna Rodríguez  | 2 Salvada   |
| Elizabeth Robaina | 1 Eliminada |

## GALA 4
El Reto trataba de hacer un reportaje montadas en auto de nascar mientras que el pilo hacia acrobacias
| Reto 4                   |
| ------------------------ |
| Ganadora Nataliz Jiménez |
| 2 Lugar Fanny Vargas     |
| 3 Lugar Karol Scott      |

El  'Reto de los Jueces' trataba de hacer un reportaje mientras las eliminadas Ligia de Uriarte, Tatiana Ares y Elizabeth Robaina les disparaban con bolas de pintura
| Países                             | Puesto | Participante     | Puntos |
| ---------------------------------- | ------ | ---------------- | ------ |
| Bandera de Puerto Rico             | 1      | Chanty Vargas    | 25     |
| Bandera de la República Dominicana | 2      | Nataliz Jiménez  | 23     |
| Bandera de Puerto Rico             | 3      | Vanessa de Roide | 19     |
| Bandera de Puerto Rico             | 4      | Shalimar Rivera  | 16     |
| Bandera de México                  | 5      | Fanny Vargas     | 16     |
| Bandera de México                  | 6      | Ivanna Rodríguez | 15     |
| Bandera de Venezuela               | 7      | Karol Scott      | 12     |
| Bandera de México                  | 8      | Setareh Khatibi  | 6      |
| Bandera de Guatemala               | 9      | Naomi Marroquín  | 4      |

Las 3 Amenazadas de la Primera Gala
| Amenazadas      | Menos apoyo                    |
| --------------- | ------------------------------ |
| Naomi Marroquín |                                |
| Karol Scott     | Va directamente con los Jueces |
| Setareh Khatibi |                                |

Votación de las compañeras
| Participantes | Votos encontras para eliminar a una               | Votos               |
| ------------- | ------------------------------------------------- | ------------------- |
| Naomi         | Ligia - Tatiana - Elizabeth - Nataliz x2 - Ivanna | 6 va con los jueces |
| ISetareh      | Fanny - Shalimar - Chanty - Vanessa               | 4 Salvada           |

Rescate de los Jueces
| Participantes   | Votos       |
| --------------- | ----------- |
| Naomi Marroquín | 1 Eliminada |
| Karol Scott     | 2 Salvada   |

## GALA 5
El Reto trataba de escoger un estilo de ropa y defilar la ropa ella misma
| Reto 5               |
| -------------------- |
| Ganadora Karol Scott |

| Reto 5                                    |
| ----------------------------------------- |
| Ganadora Chanty Vargas                    |
| 2 y 3 Ivanna Rodríguez y Vanessa de Roide |

El  'Reto de los Juces' trataba de actuación. Las chicas tenía que hacer una escena con el actor Jorge Salinas
| Países                             | Puesto | Participante     | Puntos |
| ---------------------------------- | ------ | ---------------- | ------ |
| Bandera de México                  | 1      | Fanny Vargas     | 30     |
| Bandera de la República Dominicana | 2      | Nataliz Jiménez  | 24     |
| Bandera de Puerto Rico             | 3      | Vanessa de Roide | 23     |
| Bandera de Puerto Rico             | 4      | Chanty Vargas    | 19     |
| Bandera de Puerto Rico             | 5      | Shalimar Rivera  | 16     |
| Bandera de México                  | 6      | Ivanna Rodríguez | 15     |
| Bandera de México                  | 7      | Setareh Khatibi  | 12     |
| Bandera de Venezuela               | 8      | Karol Scott      | 9      |

Las 3 Amenazadas de la Primera Gala
| Amenazadas      | Menos apoyo                    |
| --------------- | ------------------------------ |
| Setareh Khatibi |                                |
| Shalimar Rivera |                                |
| Chanty Vargas   | Va directamente con los Jueces |

Votación de las compañeras
| Participantes | Votos encontras para eliminar a una                        | Votos               |
| ------------- | ---------------------------------------------------------- | ------------------- |
| Setareh       | Naomi - Vanessa - Nataliz                                  | 3 Salvada           |
| Shalimar      | Elizabeth - Ligia - Tatiana - Fanny - Ivanna - Karol Scott | 6 va con los jueces |

Rescate de los Jueces
| Participantes   | Votos       |
| --------------- | ----------- |
| Shalimar Rivera | 2 Salvada   |
| Chanty Vargas   | 1 Eliminada |

## GALA 6
El Reto trataba de una entrevista que le harían Rogner Figuero, ellas tenían que sostener cajas
Colgate con pesas dentro de las cajas sin que se le cayeran
| Reto 6               |
| -------------------- |
| Ganadora Karol Scott |

El  'Reto de los Jueces' trataba de superar sus propios miedos.
| Países                             | Puesto | Participante     | Puntos |
| ---------------------------------- | ------ | ---------------- | ------ |
| Bandera de Venezuela               | 1      | Karol Scott      | 27     |
| Bandera de Puerto Rico             | 2      | Vanessa de Roide | 27     |
| Bandera de México                  | 3      | Setareh Khatibi  | 25     |
| Bandera de Puerto Rico             | 4      | Shalimar Rivera  | 24     |
| Bandera de la República Dominicana | 5      | Nataliz Jiménez  | 22     |
| Bandera de México                  | 6      | Fanny Vargas     | 19     |
| Bandera de México                  | 7      | Ivanna Rodríguez | 16     |

Las 3 Amenazadas de la Primera Gala
| Amenazadas       | Menos apoyo                    |
| ---------------- | ------------------------------ |
| Setareh Khatibi  |                                |
| Ivanna Rodríguez |                                |
| Fanny Vargas     | Va directamente con los Jueces |

Votación de las compañeras
| Participantes | Votos encontras para eliminar a una                       | Votos               |
| ------------- | --------------------------------------------------------- | ------------------- |
| Ivanna        | Tatiana - Elizabeth - Naomi - Chanty - Shalimar - Vanessa | 6 va con los jueces |
| Setareh       | Ligia                                                     | 1 Salvada           |

Rescate de los Jueces
| Participantes    | Votos     |
| ---------------- | --------- |
| Ivanna Rodríguez | Eliminada |
| Fanny Vargas     | 2 Salvada |

## GALA 7
| Reto 7                   |
| ------------------------ |
| Ganadora Shalimar Rivera |

Una de las Dos chicas con menor apoyo será eliminada
| Países                             | Participante     | A o S                 |
| ---------------------------------- | ---------------- | --------------------- |
| Bandera de México                  | Fanny Vargas     | Salvada               |
| Bandera de la República Dominicana | Nataliz Jiménez  | Salvada               |
| Bandera de México                  | Setareh Khatibi  | Salvada               |
| Bandera de Puerto Rico             | Vanessa de Roide | Salvada               |
| Bandera de Venezuela               | Karol Scott      | Amenadas / Salvada    |
| Bandera de Puerto Rico             | Shalimar Rivera  | Amenazada / Eliminada |

Los 4 Pases Dorados son para:
| Países                             | Participante     | a la Final |
| ---------------------------------- | ---------------- | ---------- |
| Bandera de la República Dominicana | Nataliz Jiménez  | Final      |
| Bandera de Puerto Rico             | Vanessa de Roide | Final      |
| Bandera de Venezuela               | Karol Scott      | Final      |
| Bandera de México                  | Setareh Khatibi  | Final      |
| Bandera de México                  | Fanny Vargas     | Eliminada  |

## Final
| Países                             | Participante     | %     | Puesto                      |
| ---------------------------------- | ---------------- | ----- | --------------------------- |
| Bandera de Puerto Rico             | Vanessa de Roide | 32%   | Nuestra Belleza Latina 2012 |
| Bandera de México                  | Setareh Khatibi  | 28.5% | Segundo lugar               |
| Bandera de Venezuela               | Karol Scott      | 21.8% | Tercer lugar                |
| Bandera de la República Dominicana | Nataliz Jiménez  | 17.7% | Cuarto Lugar                |

- Datos: Q11154929